# Roberto Labandera
Roberto Edgardo Labandera Ganachipi (Sarandí Grande, Uruguay, 1 de noviembre de 1954) es un político de origen uruguayo. 
Vive en Cataluña desde hace más de treinta y siete años con su familia. Es militante del PSC-PSOE desde el año 1991. Ha realizado numerosos viajes a su país de origen a fin de consolidar los vínculos existentes entre Uruguay y España, principalmente con la comunidad autónoma de Cataluña.
Ha dirigido algunos proyectos orientados a la cooperación internacional en Paraguay, Uruguay y Marruecos. Ha formado parte de la ongd Proyecto Local, de la Red Internacional de Escuelas Productivas ( INEPS) y del Plan Estratégico II de Barcelona en materia de economía.
Fue diputado del Parlamento de Cataluña,entre los años 1999 y 2012 en representación del PSC, formando parte de las candidaturas de Pasqual Maragall y de José Montilla. Fue portavoz socialista de política territorial, infraestructuras y vivienda desde el año 2003 al año 2012 en el Parlament de Catalunya.
Con posterioridad a la actividad parlamentaria, ejerció como técnico de trabajo social en el municipio de Vilafranca del Penedès.